# 84996 Hortobágy
A 84996 Hortobágy (ideiglenes jelöléssel 2003 YW110) a Naprendszer kisbolygóövében található aszteroida. Sárneczky Krisztián fedezte fel 2003. december 26-án. Nevét Magyarország, Hortobágy nevű tájegységéről kapta.